# 結び目 (映画)
『結び目』（むすびめ）は、2010年の日本映画作品。

## あらすじ
クリーニング屋を営む元教師が認知症老人の世話で苦労する若妻になった元教え子と再会する。かつて2人は激しく愛し合った。

## キャスト
- 浅尾絢子：赤澤ムック
- 奥津啓介：川本淳市
- 奥津茜：広澤草
- 浅尾雁太郎：三浦誠己
- 浅尾将司：上田耕一
- 奥津克己：辰巳琢郎（友情出演）
- 玄覺悠子
- 小橋川よしと
- 山崎海童
- 野口雅弘
- 今野悠夫
- 水野神菜
- 麻宮美果

## スタッフ
- 監督：小沼雄一
- 脚本：港岳彦
- プロデューサー：小田泰之
- 撮影：早坂伸
- 音楽：宇波拓
- 製作・配給：アムモ

## 評価
- 小沼監督作品『童貞放浪記』の原作者・小谷野敦が、アマゾン・ドットコムのレビューで最高点の星五つを与えた[1]。

## 映画祭
- カイロ国際映画祭 2010 招待
- サンタ・バーバラ国際映画祭 2011 招待